# 10 d'agost
El 10 d'agost és el dos-cents vint-i-dosè dia de l'any del calendari gregorià i el dos-cents vint-i-tresè en els anys de traspàs. Queden 143 dies per finalitzar l'any.

## Esdeveniments
Països Catalans
- 1218 - Barcelona: Pere Nolasc funda l'Orde de la Mercè de Redempció de Captius.
- 1391 - Girona: tanquen els jueus de la ciutat a la Torre Gironella per obligar-los a convertir-se al cristianisme.

Resta del món
- 1556 - Steenvoorde: inici del moviment iconoclasta als Països Baixos.
- 1678 - Nimega (Països Baixos): Tractat de Nimega (1678).
- 1792 - París: Els revolucionaris assalten el Palau de les Teuleries i es produeix la caiguda de la monarquia francesa.[1]
- 1809 - Equador: primera declaració d'independència, a Quito.
- 1879 - Cadis (Andalusia): comença el Congreso Regional de Ciencias Médicas, primer congrés que es fa a Espanya, fora de Madrid (acaba el dia 14).
- 1913 - Bucarest (Romania): Representants de Bulgària, Romania, Sèrbia, Montenegro i el Regne de Grècia signen el Tractat de Bucarest, que posa fi a la Segona Guerra Balcànica.[2]
- 1969 - Califòrnia (EUA): La família Manson assassina el matrimoni LaBianca.

## Naixements
Països Catalans
- 1267 - València: Jaume el Just, sobirà de la Corona d'Aragó, segon fill de Pere el Gran i la seva muller Constança de Sicília, i germà i successor d'Alfons el Franc al tron (1291)
- 1750 - Sabadell: Fèlix Amat de Palou i Pont, escriptor, filòsof, lexicògraf i teòleg jansenista català de la Il·lustració (m. 1824).
- 1757 - Xàtiva, la Costera: Joaquim Llorenç Villanueva i Astengo, polític i sacerdot valencià
- 1846 - Valls: Narcís Oller i Moragas, advocat i escriptor.[3]
- 1861 - Llofriu, Baix Empordà: Irene Rocas i Romaguera, folklorista amateur, destacada col·laboradora del DCVB (m. 1947).[4]
- 1932 - Barcelona: Georgina Regàs i Pagès, cuinera i escriptora.[5]
- 1956 - Sabadell: Assumpció Oristrell i Salvà, pintora catalana contemporània[6]
- 1960 - Almenarː Maria Dolors Coll Magrí, poeta catalana.[7]
- 1966 - Vilanova i la Geltrú: Elisabet Raspall i Guillamont, música, pianista i compositora de jazz vilanovina.[8]

Resta del món
- 1360 - Pàdua: Francesco Zabarella, cardenal i canonista italià.
- 1810 - Torí, Regne d'Itàlia: Camillo Benso, comte di Cavour, artífex de la Unificació d'Itàlia (m. 1861).
- 1845 - muntanya Shinghis: Abaj Kunanbajev, escriptor i filòsof kazakh considerat el creador de la literatura nacional kazakh (m. 1904).
- 1874 - West Branch, Iowa (EUA): Herbert Hoover, 31è president dels Estats Units[9]
- 1894 - Nova York, Estats Units: Alan Crosland, actor i director de cinema estatunidenc.
- 1896 - Praga: Milena Jesenská, periodista, escriptora i traductora txeca (m. 1944).[10]
- 1902 - 
  - Estocolm, Suècia: Arne Tiselius, bioquímic suec, Premi Nobel de Química 1948 (m. 1971).[11]
  - Mont-real, Quebec: Norma Shearer, actriu quebequesa.[12]
- 1903 - Villafranca, Navarra: Julia Álvarez Resano, mestra, advocada i política socialista navarresa (m. 1948).[13]
- 1912 - Itabuna, Estat de Bahia, Brasil: Jorge Amado, escriptor brasiler (m. 2001).[14]
- 1913 - Lorenzkirch, Alemanya: Wolfgang Paul, físic alemany, Premi Nobel de Física de l'any 1989 (m. 1993).[15]
- 1920 - Sépeaux (França): Monique Hanotte Resistent contra l'ocupació Alemanya, membre de la Xarxa Cometa (m. 2022)
- 1921 - Heerlen, Països Baixos: Agnes Giebel, soprano clàssica alemanya, especialista en la música de Bach (m. 2017).[16]
- 1922 - Illinois: Mary Alice McWhinnie, biòloga estatunidenca i investigadora antàrtica, una autoritat en krill (m. 1980).[17]
- 1923 - Hollywood, Califòrnia, Estats Units: Rhonda Fleming, és una actriu de cinema estatunidenca.
- 1926 - 
  - Lima (Perú): Blanca Varela Gonzales, poeta peruana, una de les veus poètiques més importants a Amèrica Llatina (m. 2009).[18]
  - Saint-Germain-en-Laye, Illa de França: Marie Claire Alain, organista francesa (m. 2013).[19]
- 1929 - Baarn, Països Baixos: Aletta Jacobs, metgessa, activista pel sufragi femení i inventora neerlandesa (n. 1854).[20]
- 1943 - Nova York (EUA): Ronnie Spector, cantant estatunidenca, líder del grup musical femení The Ronettes (m. 2022).[21]
- 1946 - Malatya, Turquia: Emine Sevgi Özdamar, escriptora, actriu i directora de teatre turcoalemanya.[22]
- 1950 - Madrid (Espanya): Esther Koplowitz, empresària i aristòcrata espanyola.[23]
- 1951 - Bogotá (Colòmbia): Juan Manuel Santos Calderón, periodista i polític colombià, President de Colòmbia (2010-2018), Premi Nobel de la Pau de 2016.
- 1959 - Nova York (EUA): Rosanna Arquette, actriu, realitzadora i productora estatunidenca.[24]
- 1960 - Màlaga (Espanya): Antonio Domínguez Bandera, és un actor espanyol.
- 1962 - Hartford (Connecticut), Estats Units: Suzanne Collins, escriptora i guionista estatunidenca.
- 1966 - Cevenes, França: Laurent Gounelle, escriptor i especialista en desenvolupament personal.
- 1970 - Nampula: Stella Mendonça, cantant soprano d'òpera moçambiquesa especialista en el repertori bel canto.[25]
- 1971
  - Washington DC, EUA: Justin Theroux és un actor de cinema, director i guionista estatunidenc.
  - Mayfield, Cork (Irlanda): Roy Keane fou un futbolista i actual entrenador de futbol irlandès.
- 1973 - Buenos Aires, Argentina: Javier Zanetti, futbolista argentí.
- 1974 - Az Zulfi, Riad: Haifaa al-Mansour, directora de cinema saudita.[26]
- 1977 - Sandane, Gloppen, Noruega: Anne-Pia Nygård, escriptora noruega.[27]

## Necrològiques
Països Catalans
- 1912 - Barcelona: Antoni de Paula Capmany i Borri, empresari, catalanista i mecenes.
- 1923 - Cercedilla (Madrid, Espanya): Joaquim Sorolla i Bastida, pintor valencià (n. 1863).[28]
- 1961 - Montlluís, Conflent: Jean Marcellin Joseph Calixte Gilles, general nord-català de l'exèrcit francès (n. 1904).
- 1984 - València: Martí Domínguez Barberà, periodista i escriptor valencià (n. 1908).
- 1989 - Dénia, Marina Alta: Alberto Sols García, bioquímic valencià gran especialista en la biologia molecular (n. 1917).
- 2007 - Girona: Francesc d'Assís Casademont i Pou, pintor català, que es feia anomenar Casademont le Vieux.
- 2017 - Barcelona, Xavier Benguerel i Godó, compositor català (n. 1931).[29]
- 2023 - Roma: Michela Murgia, escriptora, dramaturga, crítica literària i tertuliana televisiva sarda (n. 1972).

Resta del món
- 1759 - Villaviciosa de Odón, Madrid: Ferran VI d'Espanya, rei d'Espanya (1746-1759).
- 1898 - Schuylerville, Nova York (EUA): Ellen Curtis Demorest, empresària nord-americana, inventora dels patrons de confecció de paper.[30]
- 1945 - Baltimore, Maryland (EUA): Robert Hutchings Goddard, pioner dels coets (n. 1882).[31]
- 1959 - Nova York: Louise Pearce, patòloga nord-americana (n. 1885).[32]
- 1993 - Oslo, Noruega: Øystein Aarseth, conegut com a Euronymous, guitarrista de la banda de black metal Mayhem, assassinat per un excompany de grup (n. 1968).[33]
- 1999 - Norderstedt, Alemanya: Ernst Bader, actor, cantautor i compositor alemany.
- 2009 - Montauk (Nova York), Estats Units d'Amèrica: Andy Kessler, patinador estatunidenc.
- 2017 - Karachi, Pakistan: Dr. Ruth Katherina Martha Pfau, fou una monja alemanya, membre de la Societat de Germanes del Cor de Maria que dedicà la seva vida als leprosos al Pakistan.
- 2019 - San Gregorio de Nigua, República Dominicana: Cándido Antonio Sibilio Hughes, conegut com a Chicho Sibilio, jugador de bàsquet dominicà nacionalitzat espanyol (n. 1958).

## Festes i commemoracions
- Fira a Riudoms (el Baix Camp); Festa Major i Terrazel, a Sant Llorenç d'Hortons (l'Alt Penedès)

### Santoral[34]

#### Església Catòlica[35]
- Sants al Martirologi romà (2011): Sant Llorenç (màrtir); Llorenç (nom): Màrtirs d'Alexandria (257); Blaan de Bute, bisbe (590).
  - Beats: Arcangelo Piacentini de Calatafino, monjo (1460); Agustí Ota, màrtir (1622); Claude-Joseph Jouffret de Bonnefont, François François, Lazaire Tiersot, frares i màrtirs (1794); José Toledo Pellicer, sacerdot màrtir (1936); Joan Martorell Soria, Pedro Mesonero Rodríguez, preveres màrtirs (1936); Edward Grzymala, Franziszek Drzewiecki, preveres màrtirs (1942).
- Sants: Filomena de Roma, santa inexistent; Ireneu i Aureli de Cutigliano, màrtirs; Astèria de Bergamo, màrtir (304); Bassa i Agatònica de Cartago, màrtirs; Bessus d'Ivrea, eremita màrtir (segles iv–v); Arigi de Lió, bisbe; Deodat I o Adeodat, papa (618); Geronci de Devon, rei llegendari (508); Bettelin d'Ilam, eremita; Thientó de Wessobrunn, abat i màrtir (955); Hug de Montaigu, bisbe d'Auxerre (1136); Llorenç de Claravall, monjo (s. XII); Guiu de Carcassona, bisbe (1230).
- Beats: Erik IV de Dinamarca, rei (1250); Amadeu de Portugal, fundador dels amadeïtes (1482).
- Venerables: Plectruda de Colònia, reina i monja (725).

#### Església Copta
- 4 Mesori: Antoni el Gran, eremita, pare de monjos (consagració de la seva església); David i els seus germans màrtirs a Egipte; Ezequiel (Hiskija), rei, fill d'Ahas.

#### Església Ortodoxa (segons el calendari julià)
- Se celebren els corresponents al 23 d'agost del calendari gregorià.

#### Església Ortodoxa (segons el calendari gregorià)
Corresponen als sants del 28 de juliol del calendari julià.
- Sants: Acaci d'Apamea.

#### Esglésies luteranes
- Sant Llorenç d'Osca, diaca màrtir.

#### Esglésies anglicanes
- Sant Llorenç d'Osca, diaca màrtir.